# Tieschowitz von Tieschowa

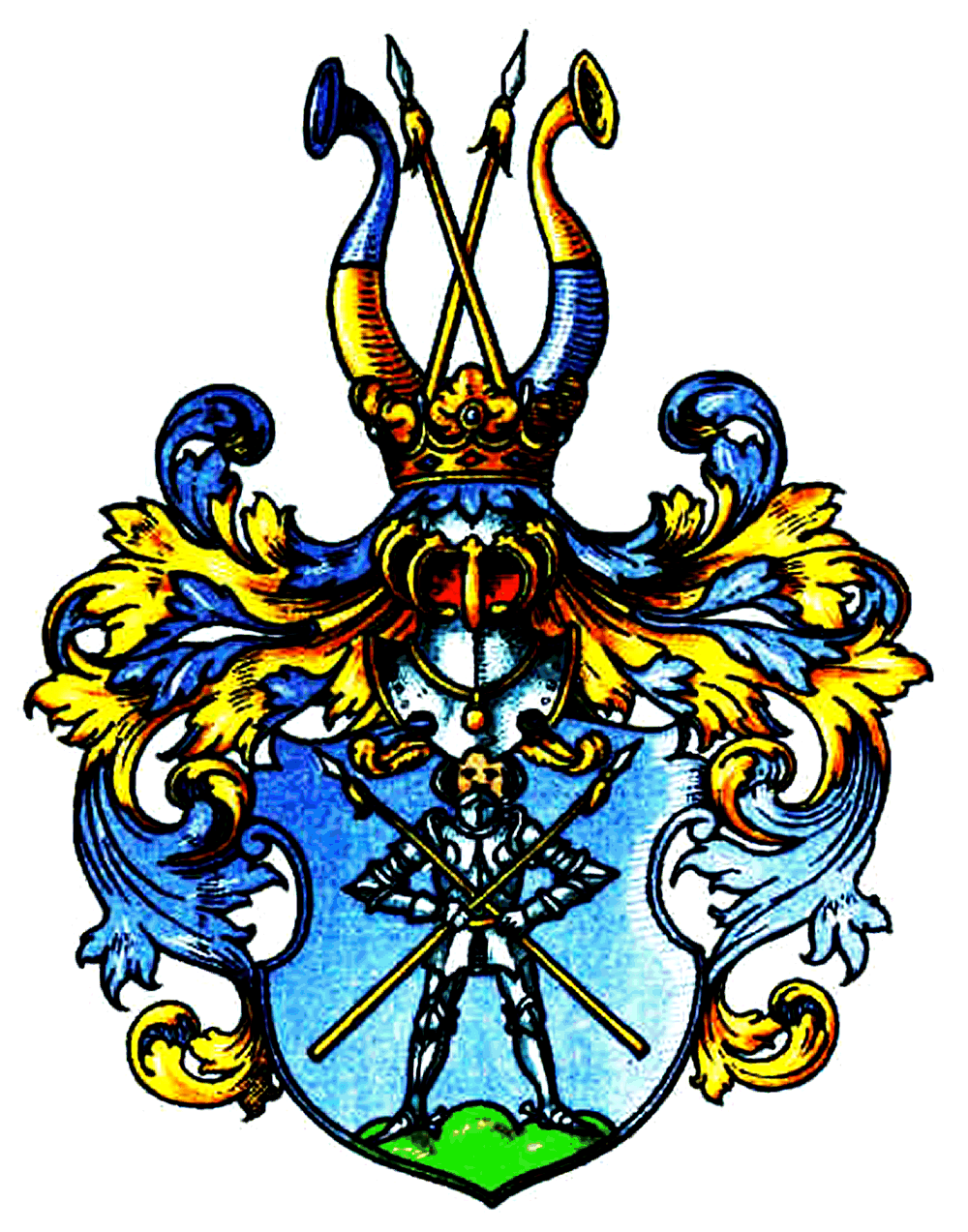
Wappen der Tieschowitz von Tieschowa

Tieschowitz von Tieschowa ist der Name eines böhmischen briefadeligen Geschlechts, das auf Nikolaus Tiessowsky (auch Tieschowski) zurückgeht. Dieser war Herr auf Czieschawa im Kreis Lublinitz im Fürstentum Oppeln und erscheint urkundlich erstmals im Jahre 1542.

## Adelsstand
Das Geschlecht erhält 1605 den Böhmischen Adelsstand für die Gebrüder Albrecht, Johann, Andreas und Martin Tieschowitz, sowie für ihre Vettern Matthäus und Johann Gralff. Albrecht und Johann von Tieschowitz erhalten den böhmischen rittermäßigen Adelsstand mit dem Namenszusatz von Tieschowa im Jahre 1625.

## Wappen
Das 1605 verliehen Wappen zeigt in Blau auf grünem Dreiberg einen vorwärtsgekehrten schwertumgürteten Geharnischten, dessen Sturmhaube mit 2 goldenen Straußenfedern besteckt ist. Mit den Händen hält er vor sich 2 aufwärts-geschrägte goldene Lanzen. Auf dem Helm mit blau-goldenen Decken die geschrägten Lanzen zwischen 2 von Gold und Blau übereck-geteilten Büffelhörnern.

## Namensträger
- Adolph Tieschowitz von Tieschowa, preußischer Landrat des Kreises Adelnau
- Adolph von Tieschowitz (1803–1862), Landrat im Landkreis Beuthen
- Theodor Leopold Tieschowitz von Tieschowa
  - Bernhard Tieschowitz von Tieschowa (1841–1909), Landrat des Kreises Wetzlar (1874–1888), Regierungspräsident des Regierungsbezirks Königsberg (1894–1899)
    - Hans Tieschowitz von Tieschowa (1872–1952), Generalleutnant, erster Kommandeur des Infanterie-Regiments 5 der Reichswehr (1921), Kommandant der Infanterieschule München (1923)
      - Bernhard von Tieschowitz (1902–1968), Kunsthistoriker.